# Jean-Claude Andruet
Jean-Claude Andruet (Montreuil, França, 13 d'agost de 1942) fou un pilot de ral·lis francès. Guanyador del Campionat europeu de ral·lis 1970.
Participà habitualment en proves del Campionat Mundial de Ral·lis entre el 1973 i el 1986, aconseguint guanyar 3 ral·lis: el Ral·li Monte-Carlo 1973, el Tour de Còrsega 1977 i el Ral·li Sanremo 1977.